# アンダーワールド (シンフォニー・エックスのアルバム)
『アンダーワールド』（Underworld）は、アメリカ合衆国のプログレッシブ・メタル・バンド、シンフォニー・エックスが2015年に発表したスタジオ・アルバム。

## 概要
シンフォニー・エックスの9作目のスタジオ・アルバム。
2014年9月、バンドは本作のレコーディングのためにスタジオ入りした。なお、レコーディング開始から間もない2014年9月26日には、マイケル・レポンドの初のソロ・アルバム『Mike LePond's Silent Assassins』（マイケル・ロメオもリードギターとプロデュースで参加）がリリースされ、同年10月にはラッセル・アレンがヨルン・ランデとのコラボレーション・アルバム『ザ・グレイト・ディヴァイド』をリリースしている。
マイケル・ロメオのインタビューによれば、バンドは本作の制作に当たり、早い段階からダンテ・アリギエーリの叙事詩『神曲』のうち「地獄篇」と、オペレッタ『地獄のオルフェ』から影響を受けていたという。本作はいわゆるコンセプト・アルバムではないが、ロメオは「過去の何作かのレコードと同じく、物語を語っていないとはいえ、通底したテーマがある」と語っている。

## 反響・評価
バンドの母国アメリカでは、総合アルバム・チャートのBillboard 200で90位に達し、『ビルボード』のハード・ロック・アルバム・チャートでは6位、インディペンデント・アルバム・チャートでは8位、ロック・アルバム・チャートでは12位を記録した。一方、スイスのアルバム・チャートでは3週連続でトップ100入りし、同国においてバンド初のトップ10入りを果たした。また、フィンランドのアルバム・チャートでは3週連続でトップ50入りして最高12位を記録し、同国において初のトップ20入りを果たした。
Thom Jurekはオールミュージックにおいて5点満点中4点を付け「アレンジは素晴らしく、マイケル・ロメオによるプロダクションとイェンス・ボグレンによるミキシングも傑出しているが、何より最大の満足感をもたらしているのは曲作りと演奏である」「シンフォニー・エックスのサウンドは新鮮さを取り戻し、過去最大の活気を得た」と評している。

## 収録曲
| #         | タイトル                                               | 作詞                       | 作曲                       | 時間  |
| --------- | ------------------------------------------------------ | -------------------------- | -------------------------- | ----- |
| 1.        | 「Overture」(オーヴァーチュア 〜序章〜)                | （インストゥルメンタル）   | マイケル・ロメオ           | 2:13  |
| 2.        | 「Nevermore」(ネヴァーモア)                            | ロメオ, マイケル・レポンド | ロメオ                     | 5:29  |
| 3.        | 「Underworld」(アンダーワールド)                       | ロメオ, レポンド           | ロメオ, マイケル・ピネーラ | 5:48  |
| 4.        | 「Without You」(ウィズアウト・ユー)                    | ロメオ                     | ロメオ                     | 5:51  |
| 5.        | 「Kiss of Fire」(キッス・オブ・ファイア)               | ロメオ, レポンド           | ロメオ                     | 5:09  |
| 6.        | 「Charon」(カロン)                                     | ロメオ, レポンド           | ロメオ, ピネーラ, レポンド | 6:06  |
| 7.        | 「To Hell and Back」(トゥ・ヘル・アンド・バック)       | ロメオ                     | ロメオ                     | 9:23  |
| 8.        | 「In My Darkest Hour」(イン・マイ・ダーケスト・アワー) | ロメオ                     | ロメオ                     | 4:22  |
| 9.        | 「Run with the Devil」(ラン・ウィズ・ザ・デヴィル)     | ラッセル・アレン, ロメオ   | ロメオ                     | 5:38  |
| 10.       | 「Swan Song」(スワン・ソング)                          | ロメオ, レポンド           | ロメオ                     | 7:29  |
| 11.       | 「Legend」(レジェンド)                                 | ロメオ                     | ロメオ, ピネーラ           | 6:29  |
| 合計時間: | 合計時間:                                              | 合計時間:                  | 合計時間:                  | 63:57 |

## 参加ミュージシャン
- ラッセル・アレン - ボーカル
- マイケル・ロメオ - ギター
- マイケル・ピネーラ - キーボード
- マイケル・レポンド - ベース
- ジェイソン・ルロ - ドラムス